# فریپرت (مین)
فریپرت (به انگلیسی: Freeport) شهری در ایالت مین کشور ایالات متحده آمریکا است که جمعیت آن در سرشماری سال ۲۰۱۰ میلادی، ۱٬۴۸۵ نفر بوده‌است.